# Abtei Saint-Sever

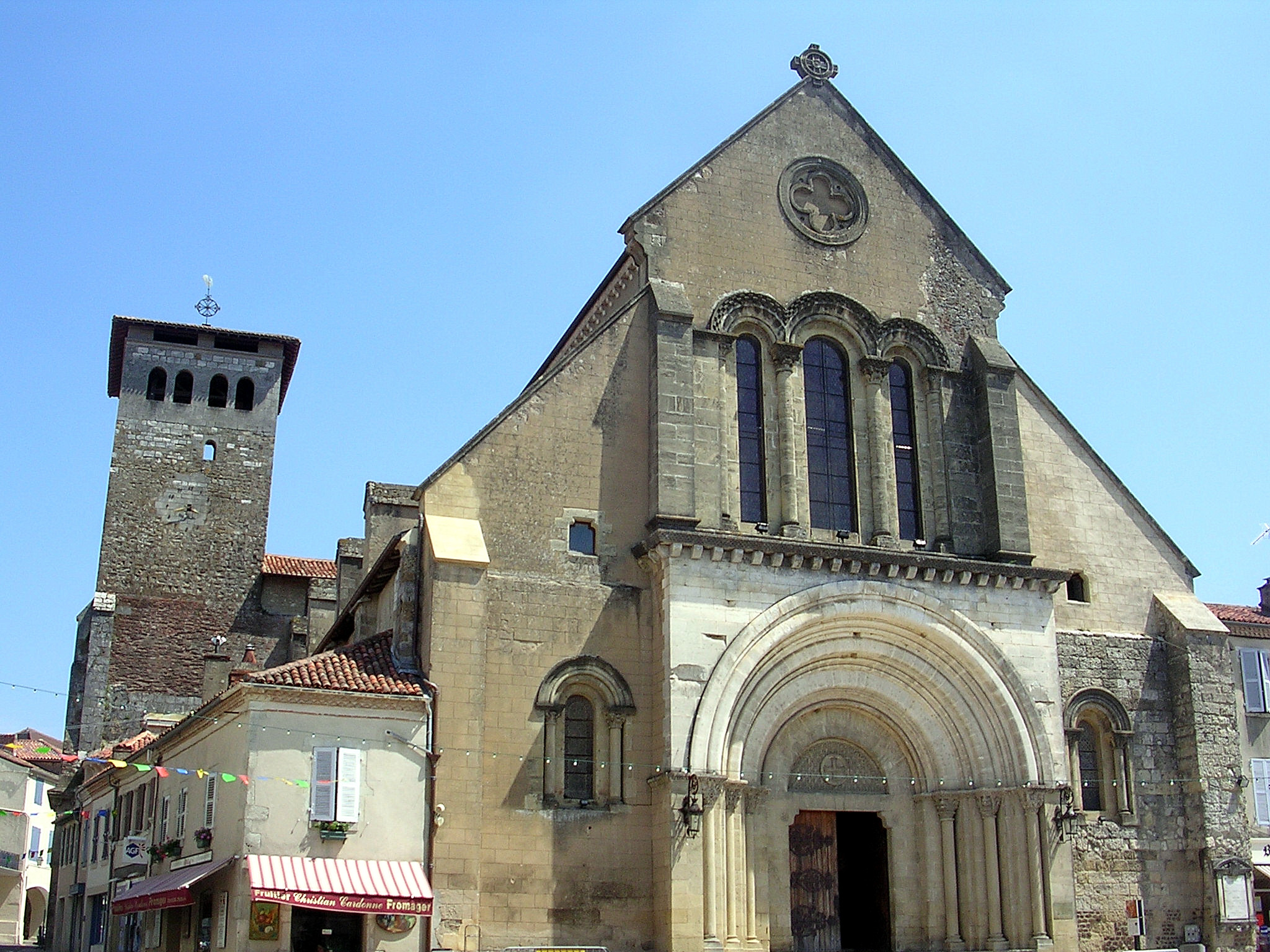
Abtei Saint-Sever

Die Abtei Saint-Sever im Département Landes ist ein benediktinisches Kloster, das von Wilhelm II., Herzog der Gascogne, am Ende des 10. Jahrhunderts gegründet wurde.
Seine zahlreichen Besitzungen erstreckten sich seit dem 11. Jahrhundert vom Médoc bis nach Pamplona in Spanien. Grégoire de Montaner, der das Kloster von 1028 bis 1072 leitete, machte es zu einem Zentrum der Kunst und versammelte dort die begabtesten Bildhauer und Buchmaler seiner Zeit, darunter auch Stephanus Garsia, den Illustrator des Beatus.
Die Abtei steht seit 1911 als Historisches Monument unter Denkmalschutz und ist seit 1998 als Teil des Weltkulturerbe der UNESCO „Jakobsweg in Frankreich“ ausgezeichnet.

## Beschreibung
Die im romanischen Stil erbaute Klosterkirche ist erstaunlich geräumig. Sie besitzt, dem „benediktinischen“ Grundriss entsprechend, einen Chor mit sieben in Höhe und Tiefe gestaffelten Apsiskapellen. Die Marmorsäulen des Chors und des Querschiffs stammen aus dem Palast des römischen Gouverneurs von Morlanne, das nicht weit entfernt liegt. Die farbig bemalten Kapitelle zeigen ein bemerkenswertes Löwendekor aus dem 11. Jahrhundert. Von den insgesamt 150 Darstellungen können 77 als romanisch identifiziert werden. Die Dimensionen der Kirche sind beeindruckend: 71 Meter lang und 31 Meter breit, das Querschiff sogar 41 Meter. Vor der zentralen Apsiskapelle erreicht das Gewölbe eine Höhe von 18,60 Metern.
Die Kirche besitzt eine umlaufende Empore, von der aus man über den äußeren Apsisgewölben liegende weitere Kapellen erreichen kann. Quer- und Seitenschiffe ermöglichten es, eine erhebliche Menge an Gläubigen und Pilgern unterzubringen, die auf dieser Etappe der Via Lemovicensis, einem französischen Abschnitt des Pilgerweges nach Santiago de Compostela, unterwegs waren.

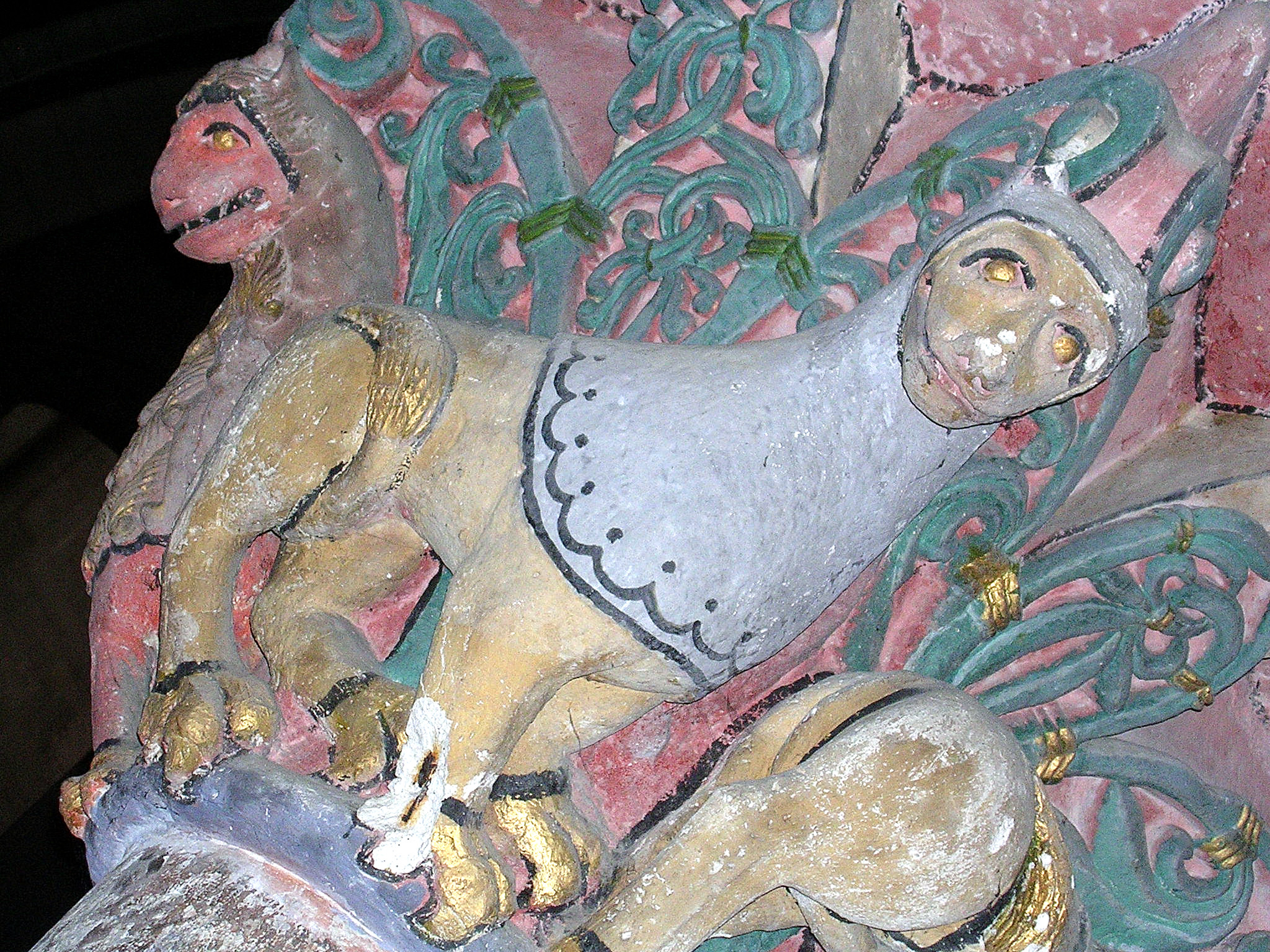
Farbige Säulenkapitelle mit Löwendekor aus dem 11. Jahrhundert

Die Abtei wurde im Laufe ihrer Geschichte mehrmals schwer beschädigt: 1372 wurde sie von einem Erdbeben erschüttert, während des Hundertjährigen Krieges wurde sie mehrfach belagert, als die Gascogne zwischen England und Frankreich umstrittenes Gebiet war. Mehrmals wurde das Kloster von den Franzosen zerstört und in Brand gesetzt. Die Seitenschiffe wurden jedoch teilweise wiederhergestellt. Dann kamen die Jahre der Hugenottenkriege mit den Massakern der Jahre 1569 und 1570 sowie die Plünderung der Klosterruine durch die Hugenotten des Gabriel de Lorges, verfolgt von den katholischen Truppen unter Blaise de Montluc. Erst nachdem sich die Abtei 1638 der Kongregation von Saint-Maur angeschlossen hatte, begann diese mit den Wiederaufbauarbeiten an der Apsis und den Gebäuden des Konvents, und die bis 1703 andauerten.
Für den Kreuzgang wurde zu dieser Zeit ein dreigeschossiger Aufbau gewählt: der rechteckige Hof ist auf allen vier Seiten von Galerien umgeben, im Erdgeschoss offen und mit Kreuzgratgewölben, in den beiden Obergeschossen mit verkleideten Bögen.
Während der Französischen Revolution wurde die Abtei geschlossen und Klostergebäude gepfändet und zu Gunsten der Assignaten verkauft. Die Kirche wurde 1795 als einfache Pfarrkirche wieder eröffnet. Die Restauratoren des 19. Jahrhunderts gestalteten das Schiff und die Fassade im neoromanischen Stil, einer zeitgenössischen Interpretation mittelalterlicher Baukunst. Von den Gebäuden des Konvents wurde ein Teil abgerissen und der Grund verkauft, erhalten sind die Arkaden im Erdgeschoss und Teile der oberen Galerien des Kreuzganges. Der Zustand der weiteren Gebäude ist sehr unterschiedlich, da sie von den neuen weltlichen Nutzern vielfach umgebaut wurden. Gut erhalten sind auf der Ostseite die Sakristei, der Kapitelsaal und die große Treppe.

## Ursprünge

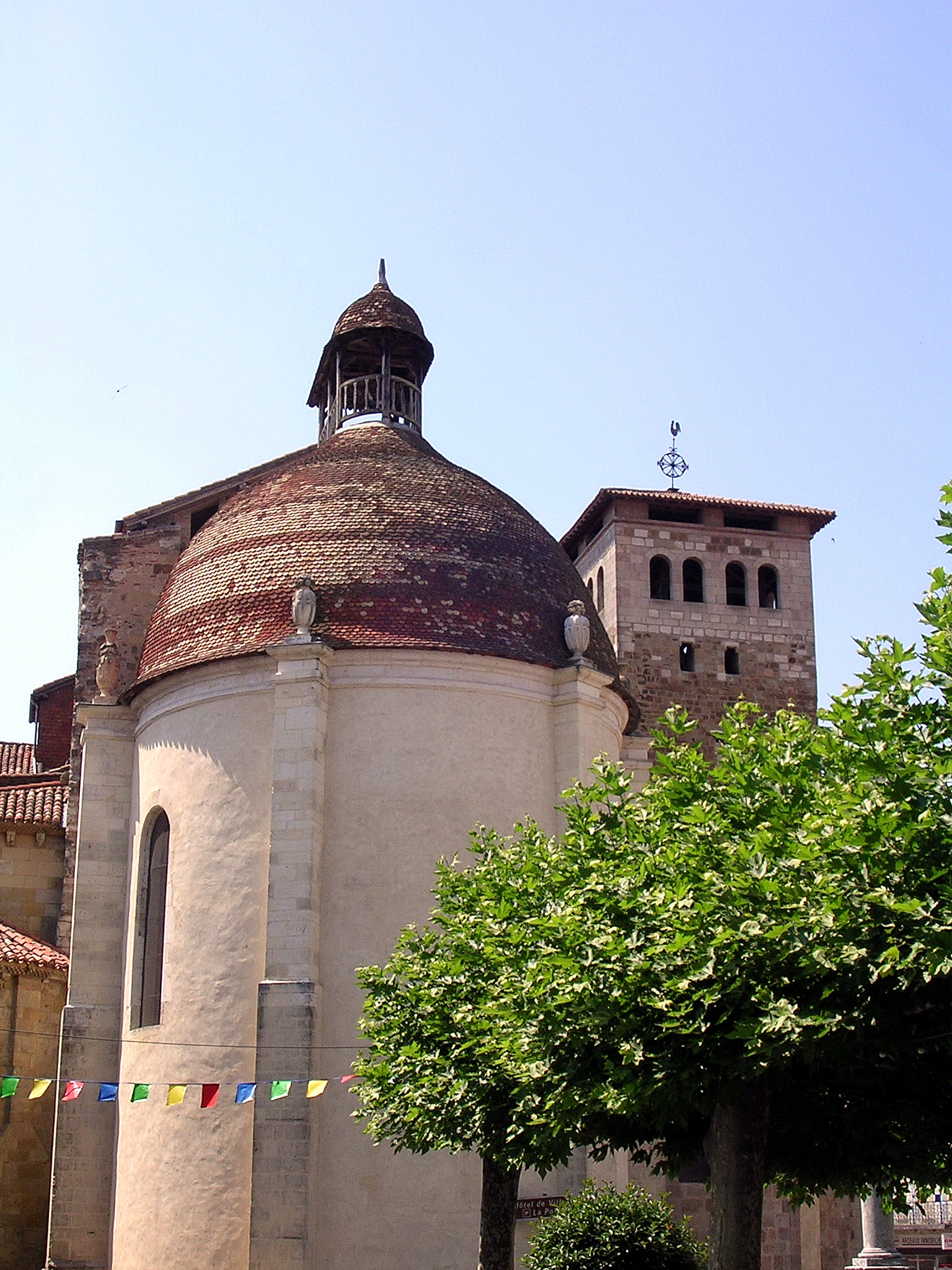
Apsis der Klosterkirche

Im fünften Jahrhundert war Severus (der spätere Heilige Saint-Sever) vom Papst damit beauftragt worden, die römische Provinz Novempopulana zu evangelisieren. Er wurde von den Vandalen geköpft und damit zum Märtyrer. Im achten Jahrhundert errichteten die Benediktiner eine Kapelle, um dort seine Überreste zu sammeln.
Die Gründung eines Klosters nicht weit von der antiken Stadt Morlanne, die das Tal der Adour beherrschte, war ein politischer und religiöser Akt, der den Herrschaftsanspruch der gascognischen Herzöge weiter stützen sollte.
Der Grund wurde 988 von Wilhelm von Gascogne für die Errichtung eines Klosters erworben. Zu dieser Zeit gab es in dieser Gegend zwar eine größere Anzahl reicher römischer Landgüter, jedoch keine größere Stadt. Die benediktinische Abtei von Saint-Sever erlebte in allen Bereichen einen außergewöhnlichen Aufstieg, besonders dank Grégoire Montaner, einem Mönch aus Cluny, der 1028 zum Abt wurde. Bis zum Ende seiner Amtszeit 1072 hatte der Abt, der gleichzeitig Bischof sowohl von Lescar als auch von Dax war, den Neubau der Kirche nach dem Modell von Cluny begonnen, mit künstlerischen Meisterwerken, ausgeführt von Bildhauern, die sowohl wegen ihrer Erfahrung als auch ihrem Sinn für Neues herausragen. Anlass der Arbeiten war ein Feuer im Jahr 1060.

## Historischer Kontext
Der Aufstieg der Gascogne, der der Zeit der Völkerwanderung folgte, verdankt sich zu einem großen Teil der Errichtung von Klöstern. Sie führte zur Urbarmachung ungenutzter Felder und Wälder und zu einer Neugruppierung der Bevölkerung rund um die Abteien und Priorate in den sogenannten Sauvetés. Parallel dazu bemühten sich Bischöfe und Mönche, die von den Wikingern zerstörten römischen Güter wiederzubeleben: Oloron, Nogaro, La Réole und Saint-Sever verdanken diesen Anstrengungen ihre Existenz.

## Eine einflussreiche Abtei

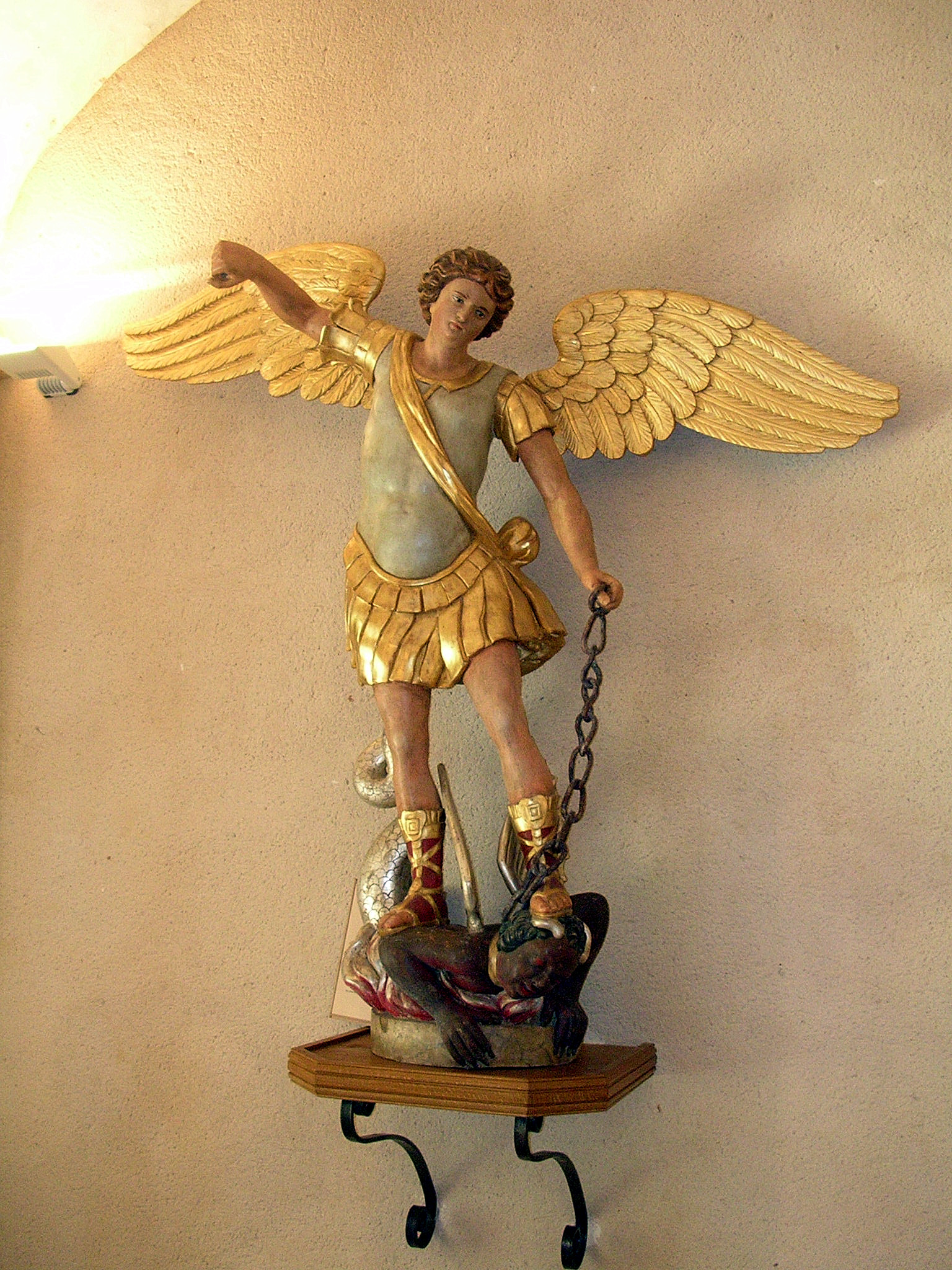
Statue des Erzengels Michael

In allen Bereichen, ob geistlich, politisch, sozial, wirtschaftlich oder kulturell, erfuhr die Gascogne einen Aufschwung, die sie dem fundamentalen Einfluss der Abtei in der gesamten Provinz verdankte. Auf ihrem Höhepunkt gegen Ende des 11. Jahrhunderts hatte sich das Kloster mit einem riesigen Grundbesitz umgeben, der im Bistum von Aire-sur-l’Adour zahlreiche römische Villen, Grundbesitz und Kirchen in einem Umkreis von 35 km umfasste. Außerhalb des Bistums erwarb es Besitz in der Gegend von Agen, Bazas und im Pays de Born (Priorat Mimizan). Darüber hinaus gehörte Saint-Sever eine Kirche in Navarra, unweit von Pamplona, sowie einzelne Besitztümer im heutigen Département Gironde wie etwa die Kirche von Soulac-sur-Mer.
In der Gascogne folgte die Auswahl der Erwerbungen den strategischen Interessen der Zeit: Verteidigungsstellungen, Durchzugsgebiete an der Garonne und dem Adour, sowie die Verkehrsachsen der verschiedenen Zweige des Jakobsweges – alle mit einem gegenseitigen Abstand von weniger als dreißig Kilometern. Ob Via Turonensis, Via Lemovicensis oder sogar an der Via Podiensis, die Pilger fanden überall Wegzeichen und Herbergen im Besitz der Abtei. In der Wahl der Besitzungen spielte die Fruchtbarkeit des Landes eine gleich große Rolle. Das Tal der Ardour, die Terrassen von Buzet, die Gebiete in Armagnac, die Weinberge des Bordelais standen im Zentrum des Interesses und der wirtschaftlichen Betätigung der Mönche, die selbst unweit des Klosters Wein anbauten.
Der Niedergang begann mit dem Hundertjährigen Krieg und endete mit den Kriegen der Reformationszeit. 1569 schleiften die Protestanten die Wirtschaftsgebäude. Bis zum Ende des 17. Jahrhunderts wurden sie nicht wieder aufgebaut. Während der französischen Revolution wurden die Mönche verfolgt. Die Kirche wurde schließlich ihrer geistlichen Bestimmung zurückgegeben, jedoch die Klostergebäude werden heutzutage als Rathaus und durch verschiedene Verwaltungseinrichtungen genutzt.

## Severusreliquiar

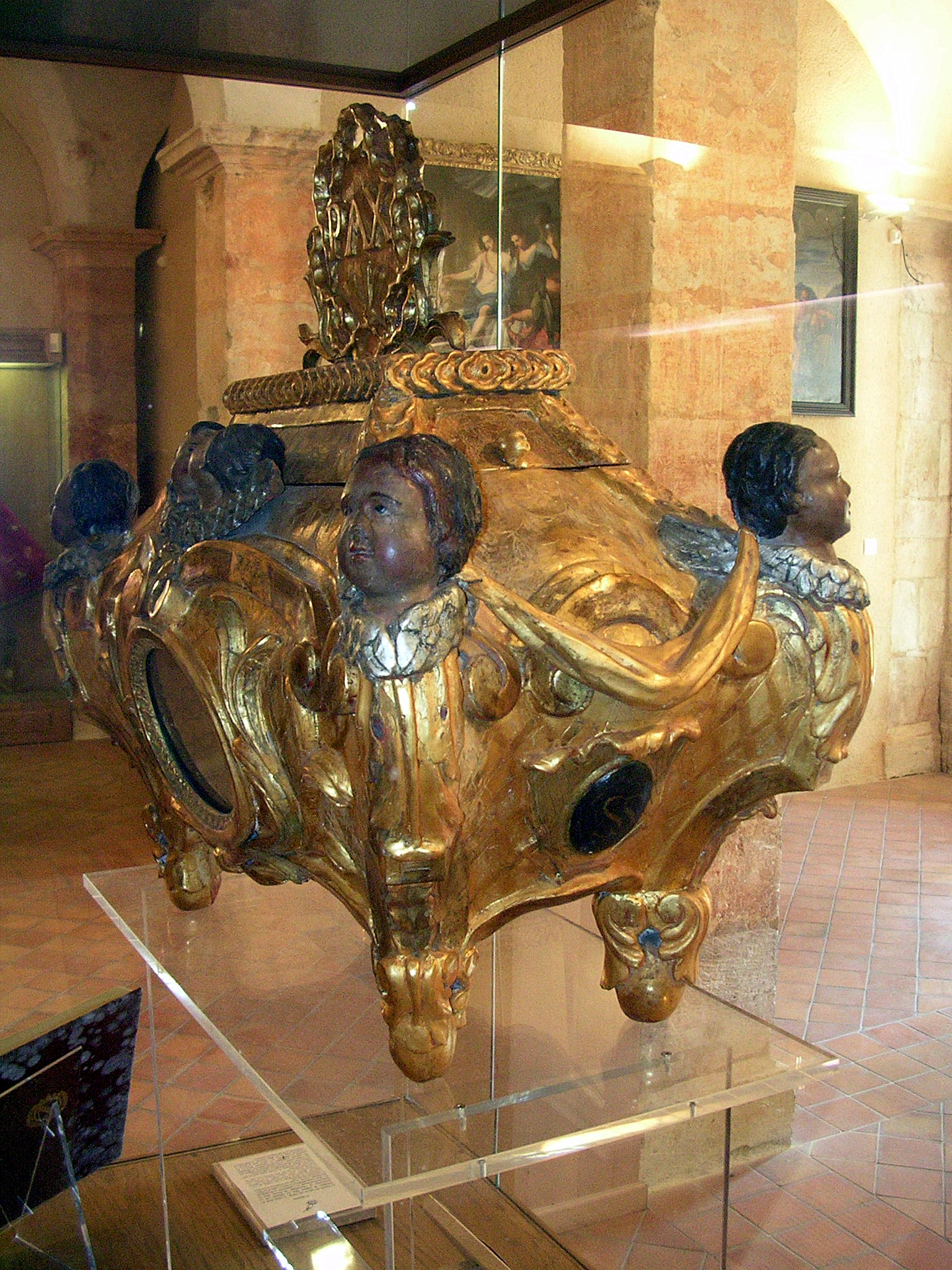
Das Reliquiar von Saint-Sever

Die Abtei von Saint-Sever besaß im Mittelalter zahlreiche Reliquien. Deren berühmteste war der Kopf des Heiligen Severus. Er wurde während der Hugenottenkriege zerstört, die in der Region verheerende Schäden anrichteten. Obwohl das Heiligtum nach seiner Zerstörung im Jahr 1569 teilweise wiederhergestellt werden konnte (der Altar wurde 1681 restauriert), suchten die Mönche nach einem ausreichend bedeutsamen Ersatz.
Nach einer alten Überlieferung besaß die Kirche Sainte-Eulalie in Bordeaux die Überreste des Heiligen Clarus und seiner Begleiter (darunter Sankt Severus). 1714 erhielt eine Abordnung des Klosters vom Erzbischof die Erlaubnis, aus dem Schrein von Bordeaux einen Teil der Reliquien von Sankt Severus zu überführen. Die offizielle Rückkehr wurde 1716 mit großem Pomp gefeiert. Das heutige Reliquiar stammt aus dem Jahr 1783 und war ein Geschenk von Monseigneur Playcard de Raygecourt, dem Bischof von Aire-sur-l'Adour. Es ist ein Zeugnis für das Bestreben des Bischofs, inmitten des klassizistischen Zeitgeistes dem französischen Barock treu zu bleiben.

## Der Beatus von Saint-Sever

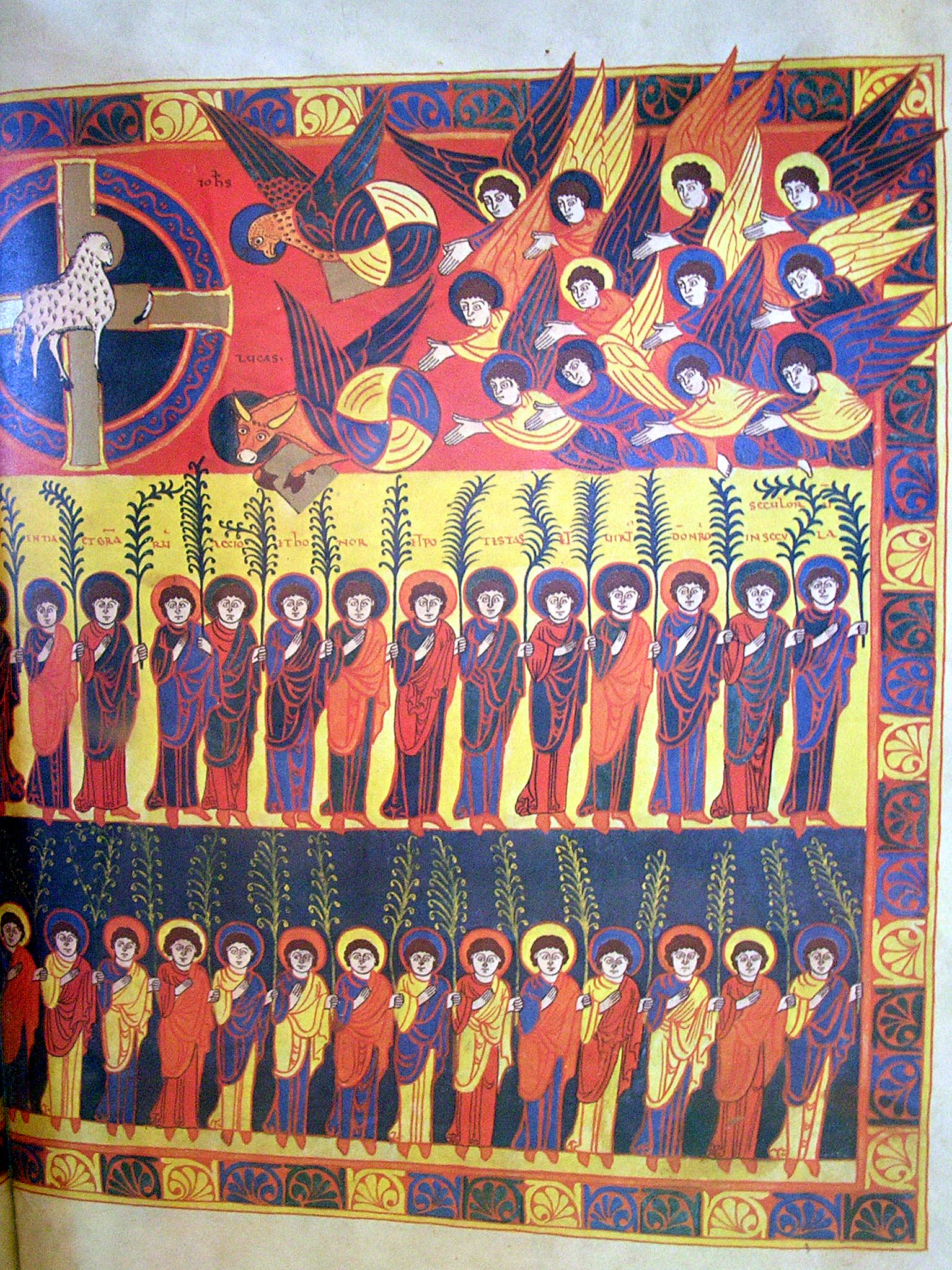
Der Beatus von Saint-Sever, 11. Jahrhundert

Der Beatus, benannt nach seinem Autor, dem Mönch Beatus von Liébana aus Asturien, ist ein Kommentar zur Apokalypse, dem letzten Buch des Neuen Testamentes. Er wurde im 8. Jahrhundert zusammengestellt, wahrscheinlich als Ergebnis einer theologischen Debatte. Im Verlaufe des Mittelalters wurde er einige Dutzend Male in ganz Europa kopiert.
Das Exemplar der Abtei Saint-Sever wurde in der Mitte des 11. Jahrhunderts hergestellt, etwa fünfzig Jahre nach Gründung der Abtei, durch eine Gruppe von Kopisten und Buchmalern rund um den Meister Stephanus Garsia und unter Anleitung des Abtes Grégoire de Montaner. Wie jedes Kloster besaß Saint-Sever eine Schreibwerkstatt (scriptorium), um Bücher abzuschreiben, wertvolle Exemplare zu dekorieren oder sie zu reparieren.
Dieses Manuskript, reich bebildert, erzählt von den Visionen des Apostels Johannes. Einziges Exemplar in Frankreich, inspiriert durch die spanischen Ausführungen, ist es ein Beleg nicht nur für die Belesenheit und den Schöpfergeist des Meisters, sondern auch für das lebendige geistige Klima im Kloster von Saint-Sever im 11. Jahrhundert.
Eine Karte, die das Lebensumfeld des Klosters Saint-Sever im Kontext der Ökumene zuzüglich eines vierten Kontinentes in bemerkenswerten Detailreichtum und Präzision zeigt, ist eines der Kleinodien Frankreichs, Aquitaniens und Saint-Severs. Dieses Dokument wurde über die Religionskriege hinweg von frommen Mönchen gerettet. Es fand sich wieder am Beginn des 17. Jahrhunderts in den Sammlungen des Erzbischofes von Bordeaux, François de Sourdis. Danach wurde es im Arsenal von Paris aufbewahrt. Heute befindet es sich in der französischen Nationalbibliothek.

## Orgel

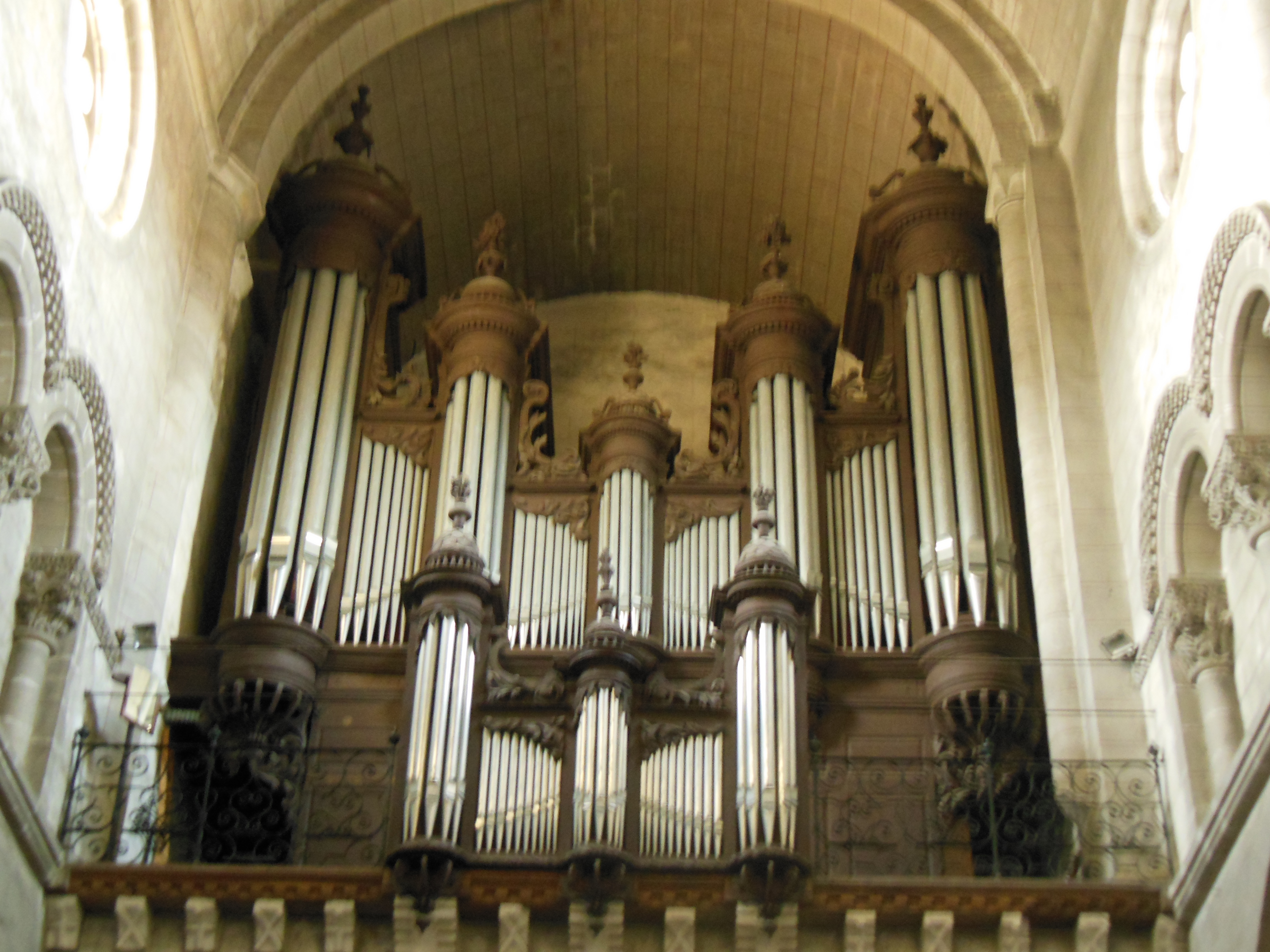
Orgelprospekt mit Rückpositiv

Die Orgel wurde 1898 von Aristide Cavaillé-Coll erbaut, der das Gehäuse des Instruments von Lépine aus dem Jahre 1710 wiederverwendete. Sie hat heute 36 Register auf drei Manualen und Pedal. Die Trakturen sind mechanisch mit Barkermaschine im I. Manual.
| I Grand Orgue C–g3 |       |
| Montre             | 16′   |
| Bourdon            | 16′   |
| Montre             | 08′   |
| Bourdon            | 08′   |
| Flûte harmonique   | 08′   |
| Prestant           | 04′   |
| Quinte             | 2 ⁄3′ |
| Doublette          | 02′   |
| Plein-jeu V        |       |
| Bombarde           | 16′   |
| Trompette          | 08′   |
| Clairon            | 04′   |

| II Positif expressif C–g3 |    |
| Cor de nuit               | 8′ |
| Salicional                | 8′ |
| Unda maris                | 8′ |
| Dulciane                  | 4′ |
| Flûte douce               | 4′ |
| Carillon I–III            |    |
| Trompette                 | 8′ |
| Voix humaine              | 8′ |
| Tremblant                 |    |

| III Récit expressif C–g3 |     |
| Quintaton                | 16′ |
| Flûte traversière        | 08′ |
| Viole de gambe           | 08′ |
| Voix céleste             | 08′ |
| Flûte octaviante         | 04′ |
| Octavin                  | 02′ |
| Trompette                | 08′ |
| Clarinette               | 08′ |
| Basson-hautbois          | 08′ |
| Clairon                  | 04′ |
| Tremblant                |     |

| Pédale C–f1 |     |
| Flûte       | 16′ |
| Soubasse    | 16′ |
| Flûte       | 08′ |
| Bourdon     | 08′ |
| Bombarde    | 16′ |
| Trompette   | 08′ |